# Дулица
Дулица (мкд. Дулица) је насеље у Северној Македонији, у источном делу државе. Дулица је у саставу општине Македонска Каменица.

## Географија
Дулица је смештена у источном делу Северне Македоније. Од најближег града, Делчева, насеље је удаљено 25 km западно.
Насеље Дулица се налази у историјској области Пијанец. Насеље се развило у долини реке Брегалнице, на месту где она прави клисуру, па је ту образовано вештачко Калиманско језеро. Северно од насеља издижу се Осоговске планине. Надморска висина насеља је приближно 660 метара. 
Месна клима је континентална.

## Становништво
Дулица је према последњем попису из 2002. године имала 305 становника.
Претежно становништво у насељу су етнички Македонци (100%).
Већинска вероисповест месног становништва је православље.